# Mięsień naramienny

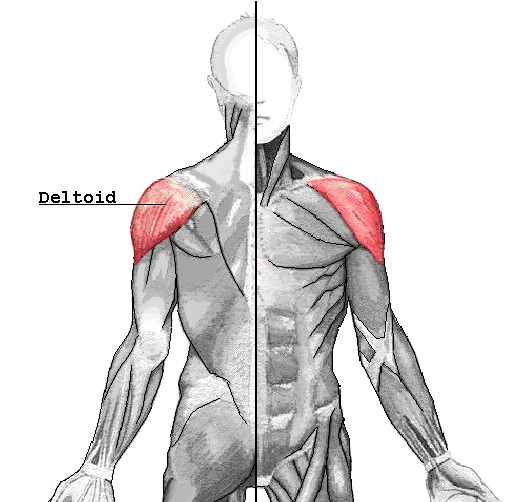
Mięsień naramienny – na rysunku zaznaczony na czerwono

Mięsień naramienny (ang. deltoid muscle, łac. musculus deltoideus) – w anatomii człowieka leżący powierzchownie, największy mięsień okolicy barku, o kształcie trójkątnym (odwróconej greckiej litery Δ).
Znajduje się na zewnętrznej stronie barku. Jego przyczep początkowy dzieli się na trzy części:
- część przednia (obojczykowa) przyczepia się do końca barkowego obojczyka,
- część środkowa (barkowa) przyczepia się do wyrostka barkowego łopatki,
- część tylna (grzebieniowa) przyczepia się do grzebienia łopatki[1][2].

Wspólny przyczep końcowy wszystkich części mięśnia naramiennego znajduje się na guzowatości naramiennej kości ramiennej.
Unaczyniony jest przez tętnice odchodzące od tętnicy pachowej: tętnicę okalającą ramię tylną i gałąź naramienną tętnicy piersiowo-barkowej, a unerwiony przez nerw pachowy C5–6.
Część barkowa mięśnia odwodzi ramię aż do poziomu. Podnoszenie ramienia powyżej poziomu odbywa się w stawach obojczykowych. Część obojczykowa przywodzi do przodu i dokonuje ruchu obrotowego ramienia do wewnątrz. Część grzebieniowa przywodzi do tyłu i dokonuje rotacji ramienia na zewnątrz.